# Vyara
Vyara è una suddivisione dell'India, classificata come municipality, di 36.213 abitanti, capoluogo del distretto di Tapi, nello stato federato del Gujarat. In base al numero di abitanti la città rientra nella classe III (da 20.000 a 49.999 persone).

## Geografia fisica
La città è situata a 21° 7' 0 N e 73° 24' 0 E e ha un'altitudine di 68 m s.l.m..

## Società

### Evoluzione demografica
Al censimento del 2001 la popolazione di Vyara assommava a 36.213 persone, delle quali 18.282 maschi e 17.931 femmine. I bambini di età inferiore o uguale ai sei anni assommavano a 3.896, dei quali 2.058 maschi e 1.838 femmine. Infine, coloro che erano in grado di saper almeno leggere e scrivere erano 26.704, dei quali 14.277 maschi e 12.427 femmine.